# Dejesu Records
Dejesu Records es un sello discográfico independiente de Argentina fundado por Ricardo Iorio y su mánager Marcelo Caputo en 2001. 
Los principales álbumes de su catálogo son todos los álbumes de Iorio, todos los de Almafuerte, a partir de 2001, y todos los álbumes de Claudio Marciello.

## Catálogo
Almafuerte
- 2001: En vivo Obras 2001
- 2003: Ultimando
- 2005: 10 años
- 2006: Toro y pampa
- 2009: En vivo Obras
- 2012: Trillando la fina
- 2013: En vivo Microestadio Malvinas - 29/12/12

Claudio Marciello
- 2001: Puesto en marcha
- 2004: De pie
- 2010: Identificado
- 2013: Rock directo

Ricardo Iorio
- 2008: Ayer deseo, hoy realidad
- 2014: Tangos y milongas
- 2015: Atesorando en los cielos

Otros álbumes
- 2001: No está muerto quien pelea (Tributo a V8) - Varios artistas[1]
- 2002: Homenaje (Tributo a Hermética) - Varios artistas
- 2007: Criollo - Jairo[2]
- 2010: Aldeas - Peteco Carabajal[3]